# ミンネ
ミンネ（独：Minne）は、中世ヨーロッパの騎士道精神に基づく恋愛である。ドイツ以外の国々では、仏：Amour courtois, 英：Courtly love（宮廷の愛、宮廷恋愛、宮廷風恋愛）などと呼ばれる。

## 概要
「ミンネ」 (minne)は中高ドイツ語で「回想、記憶」「友愛、愛情、好意、精神的な愛」を意味し、神の人間への愛、人間の神と隣人への愛も意味するが、とりわけ男女間の愛、性愛を意味する。この場合、精神的なものと官能的なものが含まれている。 この語は、19世紀以来ドイツ文学史において、宮廷文学において多様にテーマ化された「愛」に対する用語として使われている。宮廷文化において、その社交の場において、体験ではなくフィクションを歌う歌やロマンの中に設定されている、一種の「暗黙の前提」「約束事」としての、高位の貴婦人に対する騎士の恋愛奉仕を指している。奉仕に対する報酬としては、アルブレヒト・フォン・ヨーハンスドルフの歌で、婦人が報酬を切望する相手に答える、「優れた人となり、高潔な心を持」つ、というような「道徳的浄化」「社会的向上」「騎士道的自己完成」「人格陶冶」の要素があった。
ドイツのミンネザングにおいて重要なテーマとなる「高いミンネ」 (hohe  minne) は、宮廷恋愛が肉体性を失い、精神性のほうへ一極化してしまった結果のものであり、「高いミンネ」を歌った最高の詩人は「ウィーン宮廷の桂冠詩人」（de:Peter Wapnewski）ラインマル・フォン・ハーゲナウである。また、「高いミンネ」ではなく宮廷詩の精神と官能の一致する愛、いわゆる「低いミンネ」 (niedere minne) を歌ったのがヴァルター・フォン・デア・フォーゲルヴァイデである。そして、夜明けを告げる夜警の歌に気づき、貴婦人の許を去る騎士、別れに臨んで一層激しく燃える愛を歌った（Tageliedと呼ばれる後朝の歌）のがヴォルフラム・フォン・エッシェンバッハである。
騎士は身分の高い女性（既婚の場合も多い）を崇拝し、奉仕することを誇りとした。ドイツの宮廷でミンネの歌ミンネザング (Minnesang) を歌った上記のような詩人はミンネゼンガーと呼ばれている。  
11世紀後半から12世紀頃、南フランスを中心にして宮廷風恋愛をテーマとする詩歌が発展し始めた。『トリスタンとイゾルデ』などに見られるように、宮廷風恋愛はしばしば君主を夫とする妻（妃）と君主に仕える騎士の間の愛をさした。その場合、両者の関係は基本的に不倫となる。これには、政略結婚が一般的で、君主と妻の間の愛が、多くの場合おそらく薄かったと思われる時代背景も関係していよう。もっとも、ヴォルフラム・フォン・エッシェンバッハの『パルチヴァール』の主人公の妻への愛のように、当時の宮廷文学において称揚される愛が、すべて不貞・不倫・姦通を意味するものでもない。同じ作者の『ティトゥレル』(Titurel I.1,4) では、老人となった聖杯王ティトゥレルが王位を息子のフリムテルに譲る際に、「まことに、われら一族一人残らず真実と誠のミンネを永久に受け継がなければならない」と諭している。

## 関連文献
- アンドレーアース・カペルラーヌス『宮廷風恋愛について――ヨーロッパ中世の恋愛術指南の書』（瀬谷幸男訳）南雲堂　1993　(ISBN 4-523-26191-1)
- アンドレアス・カペルラヌス『宮廷風恋愛の技術』（ジョン・ジェイ・パリ編、野島秀勝訳）法政大学出版局 ≪叢書・ウニベルシタス 297≫　1990　(ISBN 4-588-00297-X)
- J. ラフィット＝ウサ『恋愛評定』（正木喬訳）白水社 ≪文庫クセジュ≫　1960
- 渡辺蕗子『ミンネの世界―トリスタン論・ミンネザング抄訳―』同学社　1971
- 嶋崎啓『中世ドイツ文学における「愛」の諸相 : 「ミンネ」が文学テーマ化された意味を求めて』日本独文学会〈日本独文学会研究叢書 109〉、2015年。ISBN 9784901909099。 NCID BB20410720。全国書誌番号:22783883。
- Thomas Bein: Walther von der Vogelweide. Stuttgart: Reclam (Universal-Bibliothek; Nr. 17601: Literaturstudium) 1997. ISBN 3-15-017601-8. S. 99-105.
- U. Schulze: Minne. In: Lexikon des Mittelalters. Bd. VI. München/Zürich: Artemis & Winkler 1993 (ISBN 3-7608-8906-9), Sp. 639-642.
- Horst Dieter Schlosser: dtv-Atlas Deutsche Literatur. München: Deutscher Taschenbuch Verlag, 10. Aufl. 2006 (ISBN 3-423-03219-7), S. 59.
- de:Peter Wapnewski: Deutsche Literatur des Mittelalters. Göttingen: Vandenhoeck & Ruprecht (Kleine Vandenhoeck-Reihe 96 S) 2. Aufl. 1960.
- Kristina Domanski/Margit Krenn: Liebesleid und Ritterspiel. Mittelalterliche Bilder erzählen große Geschichten. Darmstadt: Wissenschaftliche Buchgesellschaft 2012 (ISBN 978-3-86312-329-1)
- de:Der Spiegel Geschichte, Januar 2015: Die Menschen im Mittelalter. Herrscher, Ketzer, Minnesänger. Hamburg: SPIEGEL-Verlag 2015.